# Rapporto di reiezione di modo comune
Il rapporto di reiezione di modo comune o CMRR (dalla lingua inglese: common-mode rejection ratio) di un amplificatore misura la tendenza del dispositivo di rigettare i segnali d'ingresso comuni a entrambi gli ingressi. Un alto CMRR è importante nelle applicazioni in cui il segnale di interesse è rappresentato da una piccola fluttuazione della tensione imposta su un offset di tensione (possibilmente alto), o quando l'informazione rilevante è contenuta nella differenza di potenziale tra due segnali. Il CMRR crea distorsione armonica negli amplificatori e negli oscillatori.

## Descrizione
Il CMRR, misurato in decibel positivi, è definito dalla seguente equazione:
{\displaystyle \mathrm {CMRR} =20\log _{10}\left({\frac {\vert {A_{\mathrm {d} }}\vert }{\vert {A_{\mathrm {cm} }}\vert }}\right)}
in cui {\displaystyle A_{\mathrm {d} }} è il guadagno differenziale
{\displaystyle A_{d}=V_{\mathrm {out} }/(V_{+}-V_{-})}
e {\displaystyle A_{\mathrm {cm} }} è il guadagno di modo comune.
{\displaystyle A_{cm}=V_{\mathrm {out} }/V_{cm}}

{\displaystyle V_{\mathrm {out} }} è la tensione di uscita, {\displaystyle V_{+}}  e {\displaystyle V_{-}} le due tensioni di ingresso e {\displaystyle V_{cm}} una tensione d'ingresso di modo comune (common-mode) applicata allo stesso modo a entrambi gli ingressi.
Questo è un indicatore molto importante, poiché specifica quanto del segnale di modo comune apparirà nelle misurazioni. Il valore del CMRR spesso dipende anche dalla frequenza del segnale, e deve essere pertanto specificato come funzione di essa.
Il CMRR alto (corrispondente ad un alto valore espresso in dB) è spesso importante nella riduzione del rumore sulle linee di trasmissione; per esempio, quando si misura una termocoppia in ambiente rumoroso (cioè disturbato), il rumore dell'ambiente appare come un offset su entrambi gli input, e può pertanto essere rappresentato come un segnale di tensione di modo comune. Il CMRR dello strumento di misurazione determina l'attenuazione applicata al rumore.

## Esempio: amplificatori operazionali
Un amplificatore operazionale ha due ingressi, {\displaystyle V_{+}} e {\displaystyle V_{-}} , e un guadagno di anello aperto, {\displaystyle A}. Nel caso ideale, l'uscita di un amplificatore operazione ideale avviene secondo l'equazione
{\displaystyle V_{\mathrm {out} }=(V_{+}-V_{-})\cdot A\mathrm {} }
Questa equazione rappresenta un CMRR infinito: se entrambi gli ingressi fluttuano della stessa quantità (mentre rimangono costanti tra loro), questo cambiamento non mostrerà effetti sull'uscita. Nelle applicazioni reali, non avviene sempre questo: più basso è il CMRR, più alto è il dannoso effetto sul segnale d'uscita. Un comune operazionale, il µA741 , ha un CMRR in continua tipico di 90 dB, che in molti casi è accettabile; un valore in continua di 70 dB (minimo in continua garantito da progetto del µA741) potrebbe essere adeguato per applicazioni che sono insensibili agli effetti sull'uscita dell'amplificatore.
Alimentando gli ingressi in alternata il CMRR peggiora di 6 dB/ott a causa delle capacità parassite del pilotaggio di emettitore e nel caso del µA741 raggiunge i 70 dB ad 1kHz.